# فلورسفيل
فلورسفيل (بالإنجليزية: Floresville, Texas)‏ هي مدينة تقع بولاية تكساس في شمال شرق الولايات المتحدة. تبلغ مساحة هذه المدينة 12.3 (كم²)، وترتفع عن سطح البحر 119 م، بلغ عدد سكانها 6448 نسمة في عام 2010 حسب إحصاء مكتب تعداد الولايات المتحدة وتصل الكثافة السكانية فيها 476.7 نسمة/كم2.

## التركيبة السكانية
حدّد مكتب تعداد الولايات المتحدة بيانات التركيبة السكانية لفلورسفيل في تعداد الولايات المتحدة. في ما يلي، التركيبة السكانية حسب تعدادي 2000 و2010.

### تعداد عام 2000
بلغ عدد سكان فلورسفيل 5,868 نسمة بحسب تعداد عام 2000، وبلغ عدد الأسر 1,908 أسرة وعدد العائلات 1,457 عائلة مقيمة في المدينة. في حين سجلت الكثافة السكانية 293.5 نسمة لكل كيلومتر مربع (760.2/ميل2). وبلغ عدد الوحدات السكنية 2,114 وحدة بمتوسط كثافة قدره 105.8 لكل كيلومتر مربع (274.0/ميل2).
وتوزع التركيب العرقي للمدينة بنسبة 71.32% من البيض و1.64% من الأمريكيين الأفارقة و0.48% من الأمريكيين الأصليين و0.34% من الأمريكيين ذوي الأصول الآسيوية و0.05% من سكان جزر المحيط الهادئ و22.89% من الأعراق الأخرى و3.29% من عرقين مختلطين أو أكثر و64.01% من الهسبانيون أو اللاتينيون من أي عرق.
بلغ عدد الأسر 1,908 أسرة كانت نسبة 44.7% منها لديها أطفال تحت سن الثامنة عشر تعيش معهم، وبلغت نسبة الأزواج القاطنين مع بعضهم البعض 54.2% من أصل المجموع الكلي للأسر، ونسبة 17.3% من الأسر كان لديها معيلات من الإناث دون وجود شريك،  بينما كانت نسبة 4.9% من الأسر لديها معيلون من الذكور دون وجود شريكة وكانت نسبة 23.6% من غير العائلات. تألفت نسبة 21.3% من أصل جميع الأسر من عدة أفراد يعيشون في نفس المنزل ونسبة 10.2% كانت تتألف من شخص يعيش بمفرده يبلغ من العمر 65 عاماً أو أكثر. وبلغ متوسط حجم الأسرة المعيشية 2.89، أما متوسط حجم العائلات فبلغ 3.36.
بلغ العمر الوسطي للسكان 33.3 عاماً. وكانت نسبة 29.3% من القاطنين تحت سن الثامنة عشر، وكانت نسبة 8.4% بين الثامنة عشر والرابعة والعشرين عاماً، ونسبة 26% كانت واقعةً في الفئة العمرية ما بين الخامسة والعشرين والرابعة والأربعين عاماً، ونسبة 18.6% كانت ما بين الخامسة والأربعين والرابعة والستين، ونسبة 11.7% كانت ضمن فئة الخامسة والستين عاماً فما فوق. يوجد لكل 100 أنثى 91.0 ذكر، ويوجد لكل 100 أنثى في الثامنة عشر من عمرها فما فوق 88.0 ذكر.
بلغ متوسط دخل الأسرة في المدينة 30,093 دولارًا، أما متوسط دخل العائلة فبلغ 34,482 دولارًا. وكان متوسط دخل الذكور 27,152 دولارًا مقابل 19,616 دولارًا للإناث. وسجل دخل الفرد الخاص بالمدينة 13,340 دولارًا. وكانت نسبة 14% من العائلات ونسبة 18.2% من السكان تحت خط الفقر، وكان من هؤلاء نسبة 22.9% تحت سن الثامنة عشر ونسبة 16.7% في الخامسة والستين من العمر وما فوق.

### تعداد عام 2010
بلغ عدد سكان فلورسفيل 6,448 نسمة بحسب تعداد عام 2010، وبلغ عدد الأسر 2,088 أسرة وعدد العائلات 1,559 عائلة مقيمة في المدينة. في حين سجلت الكثافة السكانية 322.6 نسمة لكل كيلومتر مربع (835.5/ميل2). وبلغ عدد الوحدات السكنية 2,313 وحدة بمتوسط كثافة قدره 115.7 لكل كيلومتر مربع (299.7/ميل2).
وتوزع التركيب العرقي للمدينة بنسبة 85.61% من البيض و1.64% من الأمريكيين الأفارقة و0.65% من الأمريكيين الأصليين و0.23% من الأمريكيين ذوي الأصول الآسيوية و9.01% من الأعراق الأخرى و2.85% من عرقين مختلطين أو أكثر و65.14% من الهسبانيون أو اللاتينيون من أي عرق.
بلغ عدد الأسر 2,088 أسرة كانت نسبة 42.6% منها لديها أطفال تحت سن الثامنة عشر تعيش معهم، وبلغت نسبة الأزواج القاطنين مع بعضهم البعض 48.8% من أصل المجموع الكلي للأسر، ونسبة 19.6% من الأسر كان لديها معيلات من الإناث دون وجود شريك،  بينما كانت نسبة 6.3% من الأسر لديها معيلون من الذكور دون وجود شريكة وكانت نسبة 25.3% من غير العائلات. تألفت نسبة 21.7% من أصل جميع الأسر من عدة أفراد يعيشون في نفس المنزل ونسبة 9.6% كانت تتألف من شخص يعيش بمفرده يبلغ من العمر 65 عاماً أو أكثر. وبلغ متوسط حجم الأسرة المعيشية 2.89، أما متوسط حجم العائلات فبلغ 3.36.
بلغ العمر الوسطي للسكان 36.2 عاماً. وكانت نسبة 27.6% من القاطنين تحت سن الثامنة عشر، وكانت نسبة 8.7% بين الثامنة عشر والرابعة والعشرين عاماً، ونسبة 24.7% كانت واقعةً في الفئة العمرية ما بين الخامسة والعشرين والرابعة والأربعين عاماً، ونسبة 22.4% كانت ما بين الخامسة والأربعين والرابعة والستين، ونسبة 16.6% كانت ضمن فئة الخامسة والستين عاماً فما فوق. وتوزع التركيب الجنسي للسكان بنسبة 48.7% ذكور و51.3% إناث.

## أعلام
- جون كونالي

## وصلات خارجية
- The US50 - Cities and Towns in Texas State